# Torre Libeskind
La Torre Libeskind o Torre PwC (soprannominata il Curvo) è un grattacielo di Milano in Italia. Costruita nell'ambito del progetto CityLife, intervento di riqualificazione della storica Fiera Campionaria di Milano, la torre raggiunge un'altezza di 175 metri. Porta il nome del suo disegnatore, l'architetto statunitense Daniel Libeskind. È la sede degli uffici di Milano della rete internazionale PricewaterhouseCoopers.

## Storia
La costruzione dell'edificio è iniziata nel 2015. A ottobre 2015  è iniziata la costruzione delle fondamenta della torre. Nei primi mesi del 2017 la costruzione è arrivata al piano terra e sono stati completati i 3 piani interrati. Ad aprile 2018 la costruzione ha raggiunto il quarto piano e a metà febbraio 2019 è stato raggiunto il 26º piano. Ad aprile 2020 è stato raggiunto il tetto, mentre nell'ottobre 2020 i lavori sono terminati e il grattacielo è stato consegnato al committente.

## Descrizione
L'edificio è concepito come parte di una sfera ideale che avvolge la piazza delle Tre Torri ed è stato studiato per ospitare uffici. La torre è caratterizzata dalla sua forma curva, con il suo nucleo di distribuzione verticale prismatico, che in parte fuoriesce dalla sagoma.
La torre ospita circa 3 000 persone e insieme alle torri Isozaki e Hadid completa il centro direzionale di CityLife (zona ex-Fiera in riqualificazione).
La torre è anche direttamente connessa, tramite una lobby su due livelli, alla galleria commerciale e con percorsi coperti alla fermata Tre Torri della linea M5, situata nell'omonima piazza centrale.

## Trasporti
La torre è servita dalla linea 5 della metropolitana di Milano, la lilla, che è stata aperta il 14 novembre 2015.
- Tre Torri

## Fasi di costruzione

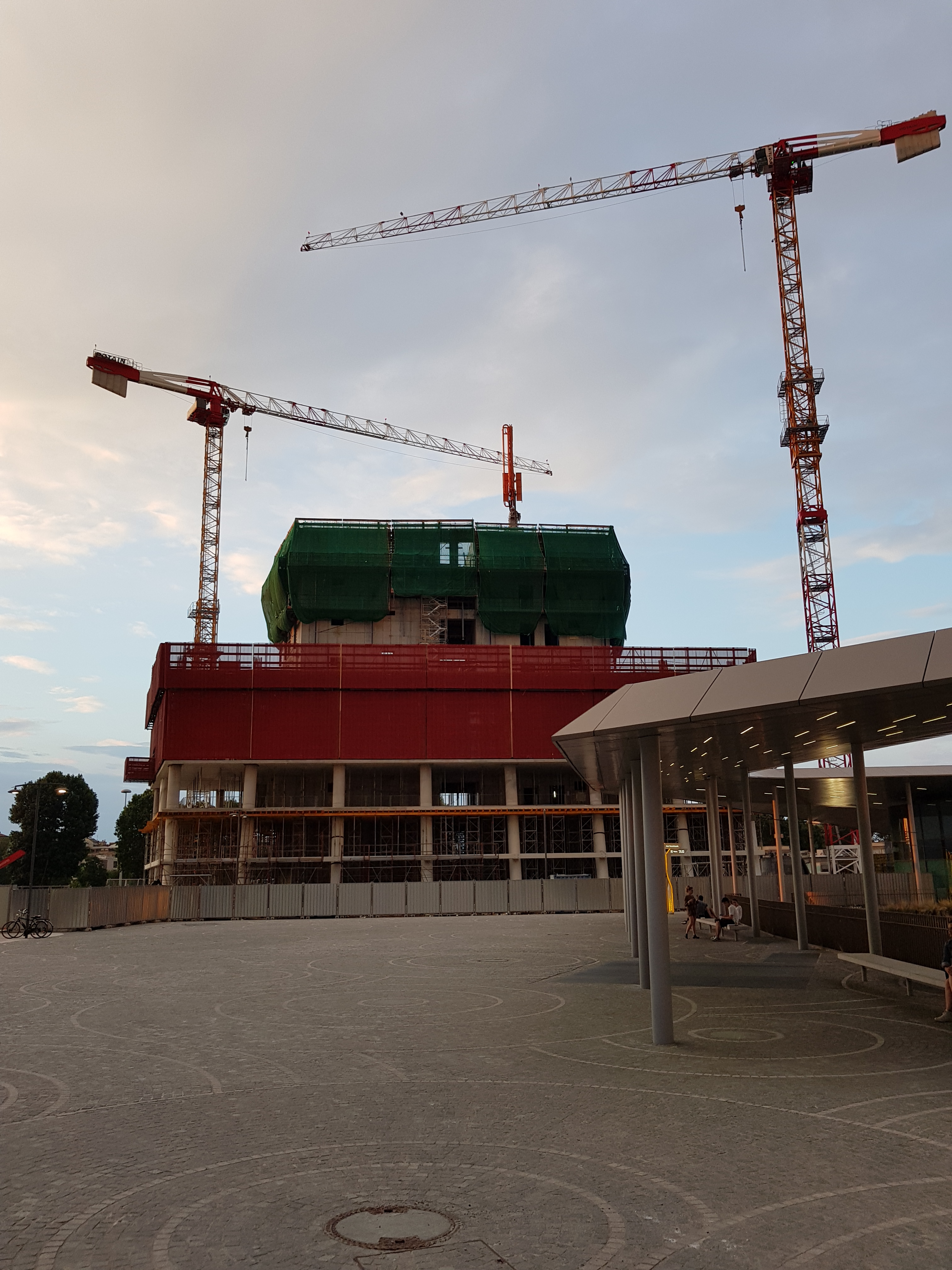
24 giugno 2018
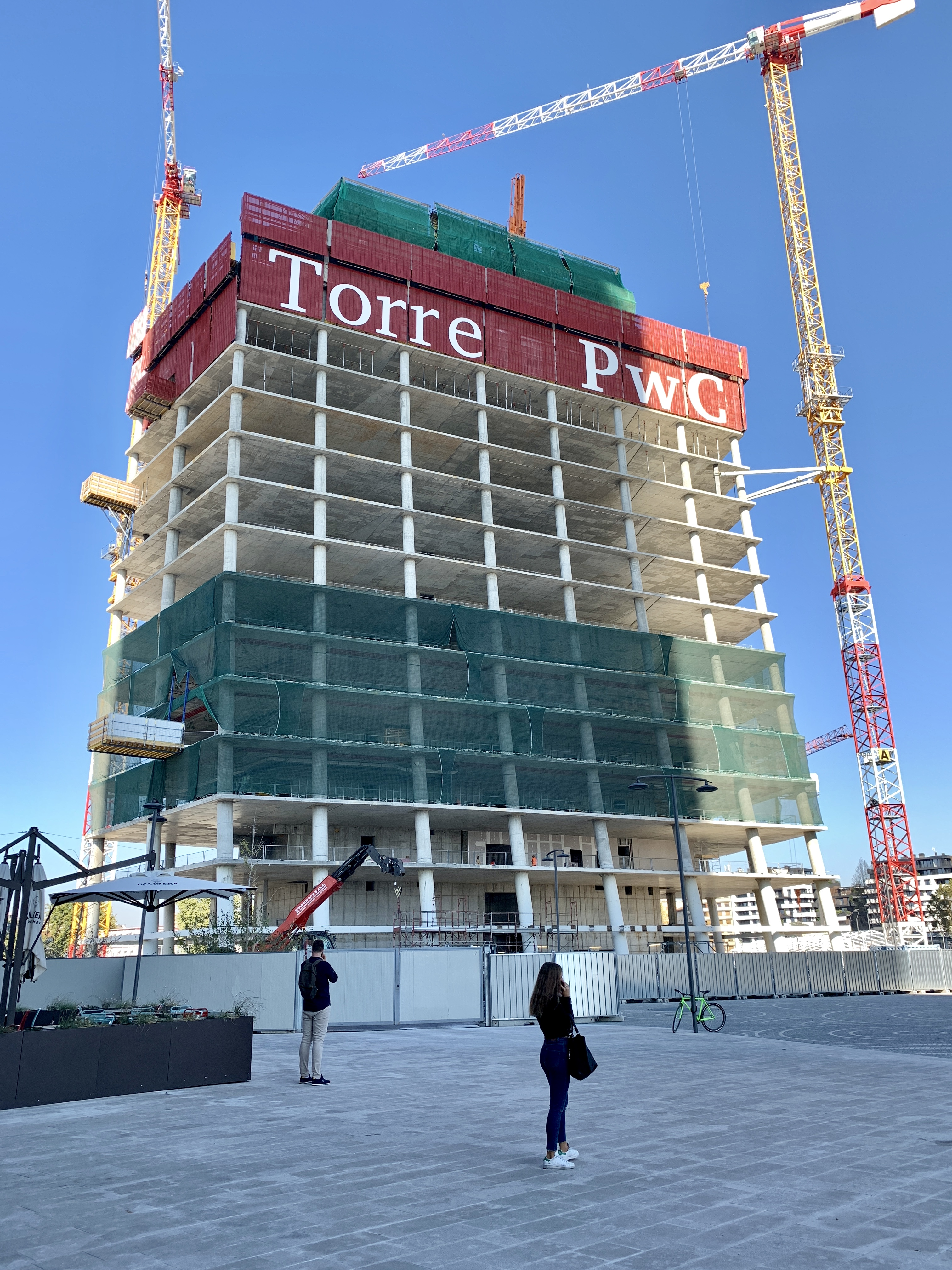
28 settembre 2018
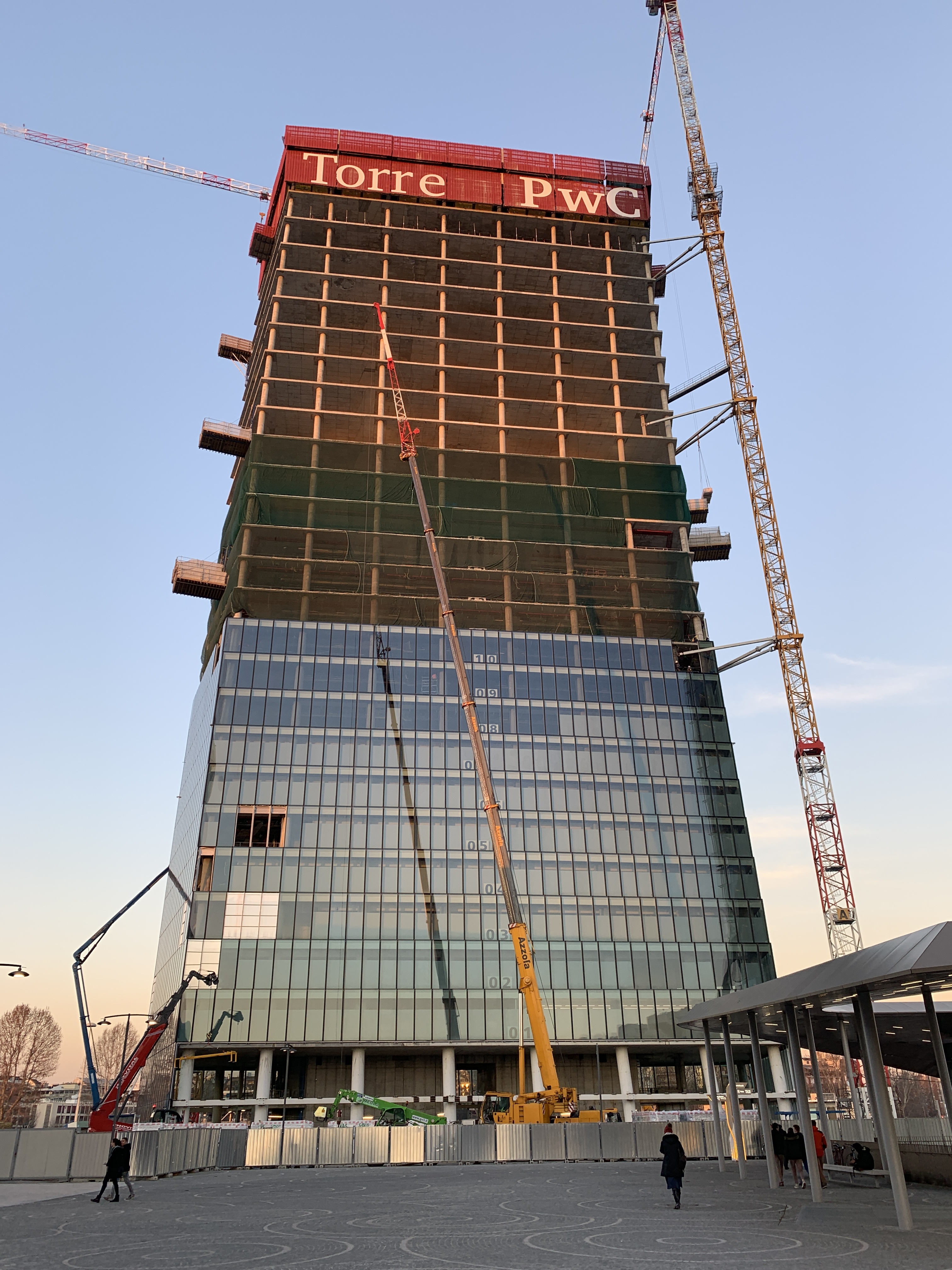
4 febbraio 2019
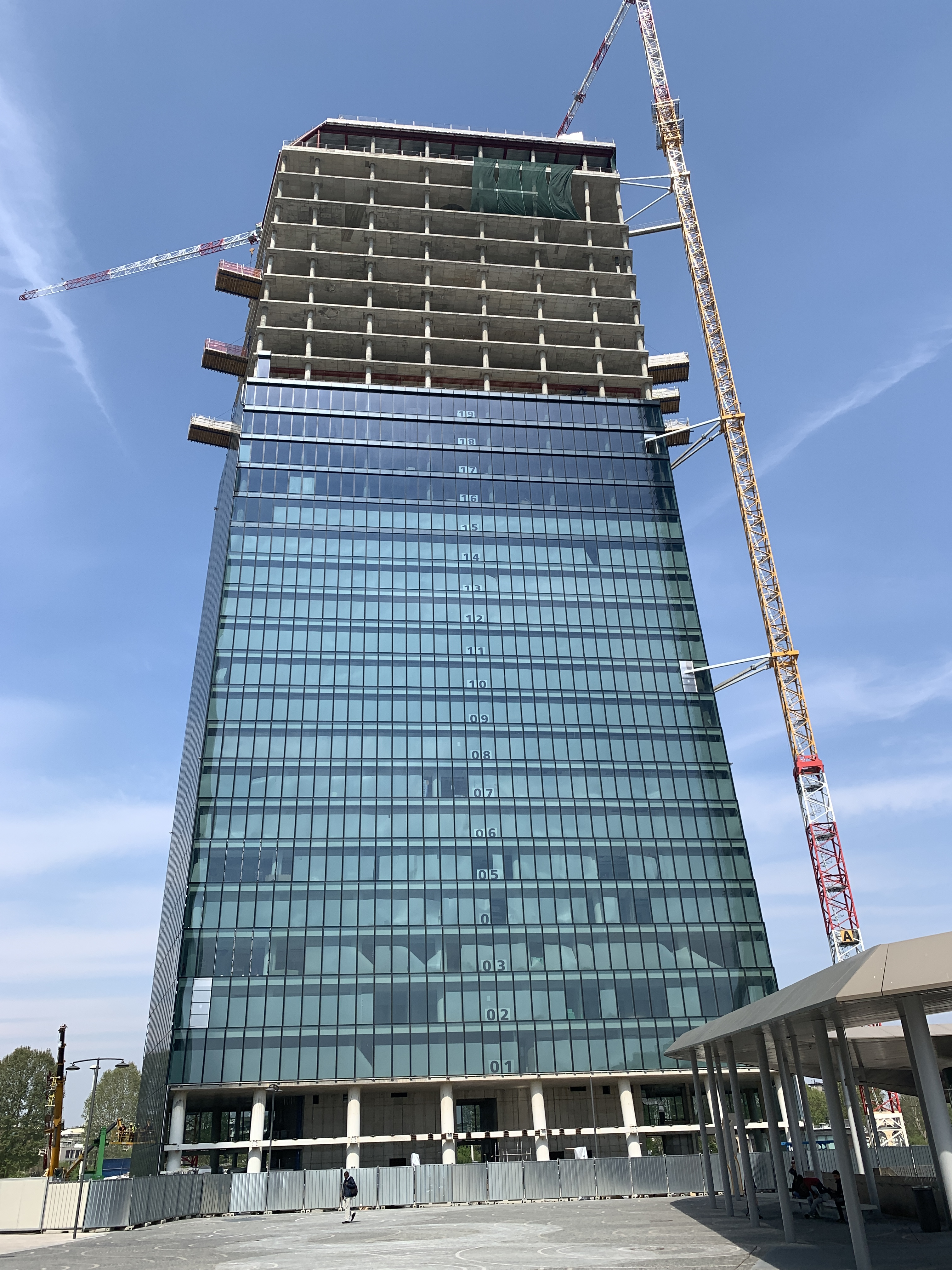
18 aprile 2019
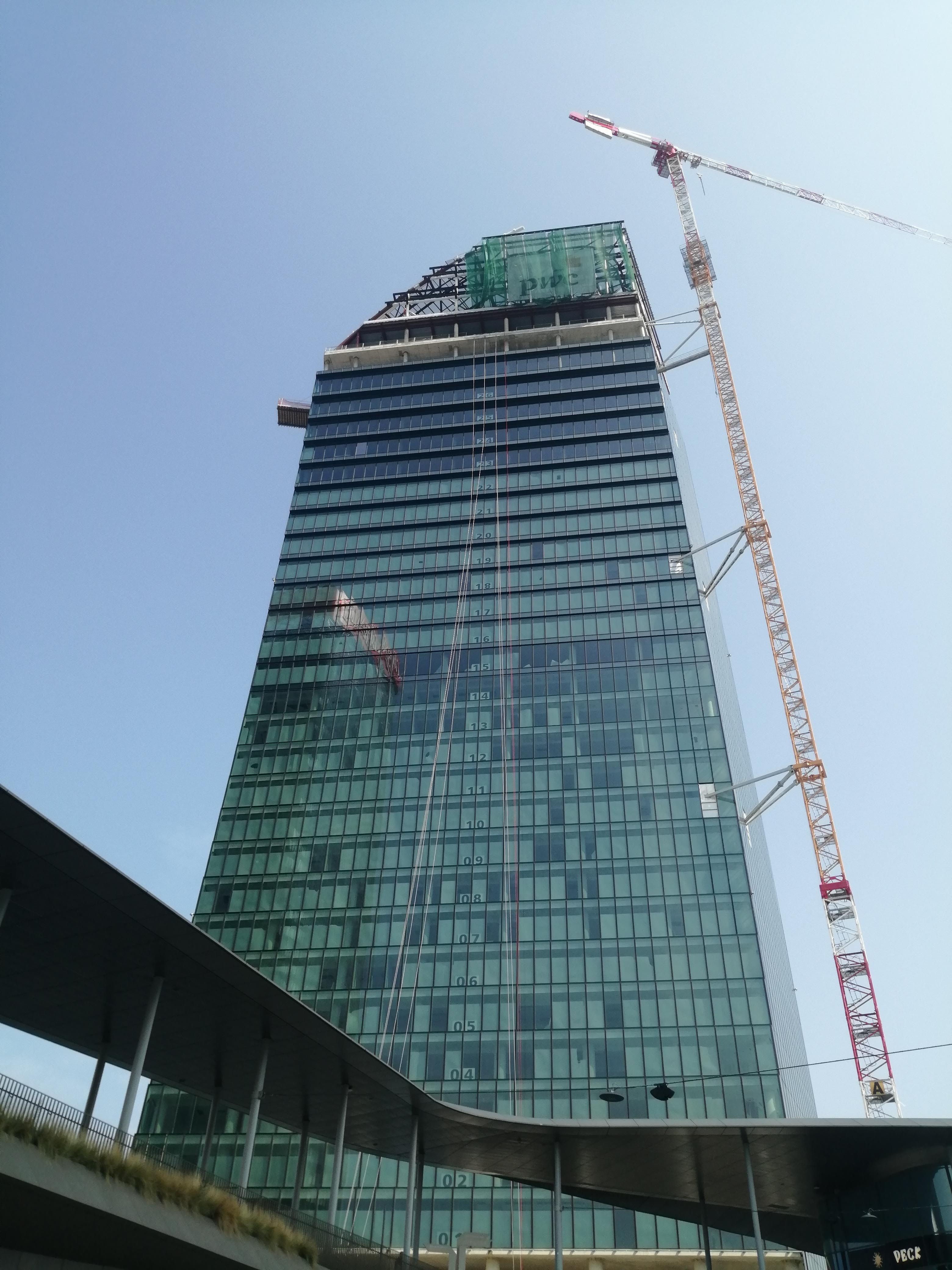
1º settembre 2019
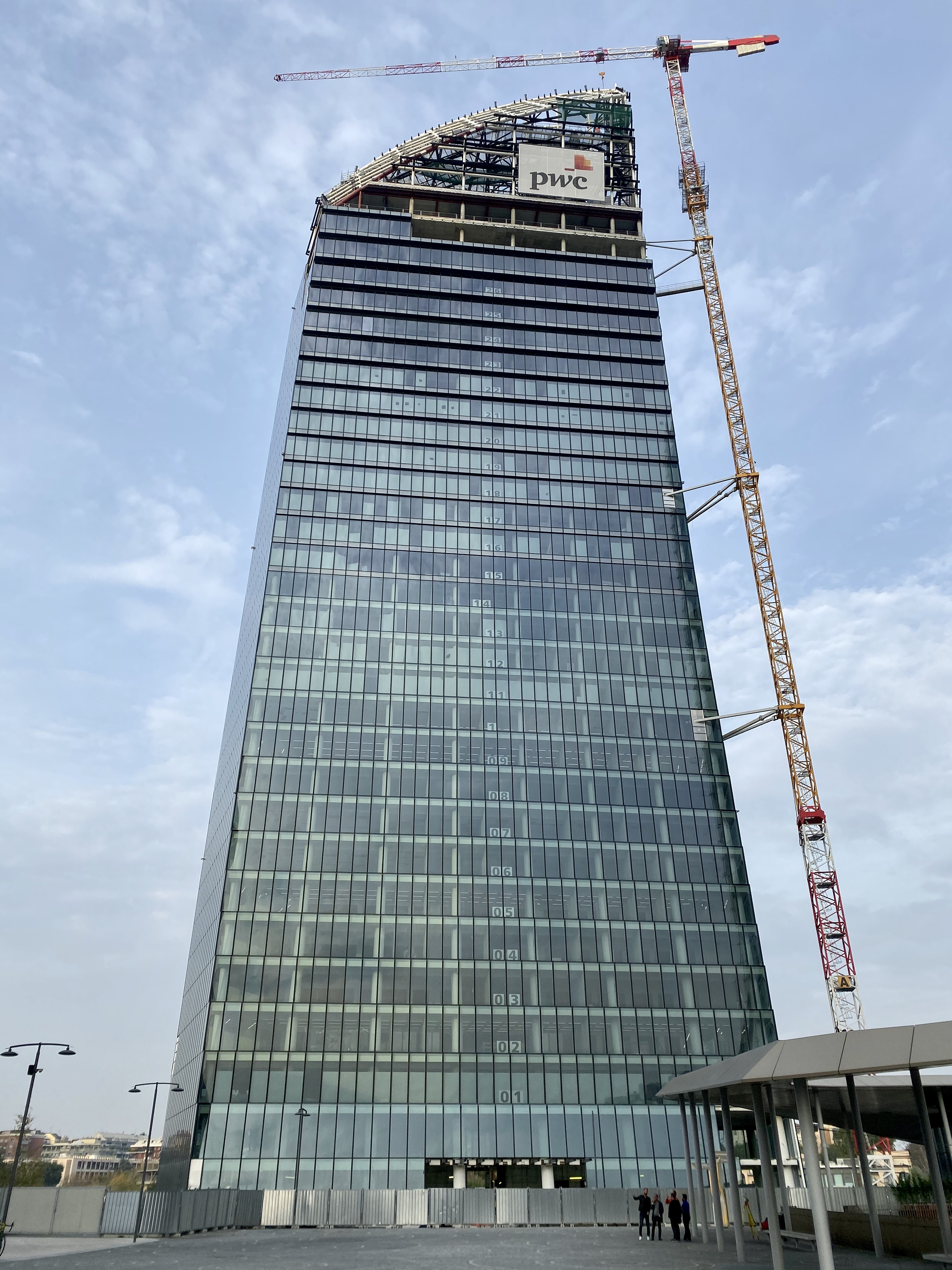
28 ottobre 2019